# Eric Broadley
Pour les articles homonymes, voir Broadley.
Eric Broadley, né le 22 septembre 1928 à Bromley, et mort le 28 mai 2017 à Cambridge, est un entrepreneur britannique, ingénieur, fondateur et chef designer de Lola Cars. Il est probablement l'un des designers automobiles les plus influents dans la période d'après la Seconde Guerre mondiale. 

## Biographie
Il exerce le métier d'architecte à la fin des années 1940 puis fonde Lola Cars en 1961. Il conçoit la Ford GT40 dont le premier exemplaire est finalisé le 1er avril 1964.
Pendant des années, Lola construit des châssis de Formule 1, IndyCar, et de voitures de sport. L'entreprise est vendue en 1999 à l'entrepreneur irlandais Martin Birrane.